# Basler Arbeiter-Zeitung
Die Basler Arbeiter-Zeitung (auch Die AZ Abend-Zeitung, Basler AZ) war eine von 1921 bis 1992 erscheinende Zeitung der Sozialdemokratischen Parteien von Basel-Stadt und Baselland sowie der Arbeiterunion Basel.

## Geschichte
1868 erschien zum ersten Mal in Sissach eine kleinformatige Wochenzeitung unter dem Titel Der Arbeiter, Organ der Internationalen Arbeiter-Assoziation (IAA) von Basel, die nach einigen Monaten wieder einging. 1886 folgte eine weitere Wochenzeitung, Der Arbeiterfreund, und 1893 kam der Vorwärts des neu geschaffenen Sozialdemokratischen Pressevereins heraus. Nachdem der Vorwärts 1921 die kommunistische Richtung eingeschlagen hatte, lancierte die Sozialdemokratische Partei die Zeitung Der Sozialdemokrat als Kopfblatt des Zürcher Volksrechts. Im Dezember 1921 wurde diese mit der Arbeiterstimme, Organ der Unabhängigen Kommunistischen Partei, zusammengelegt und als Tageszeitung unter dem Titel Basler Arbeiter-Zeitung weitergeführt.
Unter der Chefredaktion von Helmut Hubacher (1963–1973) änderte die Zeitung 1963 (Auflage ca. 7600) ihren Titel in Die AZ Abend-Zeitung. 1970 schloss sie sich dem schweizerischen AZ-Ring (Zentralredaktion in Zürich, zehn kantonale Lokalredaktionen) an. Nach dessen Ende 1972 begann die redaktionelle Zusammenarbeit mit der Berner Tagwacht.
Publizistisch wurde die Basler AZ, wie sie inzwischen hiess, erneuert, nachdem 1976 fünf ehemalige Redaktoren der National-Zeitung zur AZ gewechselt waren, darunter Toya Maissen, die dem Kollektiv inoffiziell vorstand. Auch dank gewerkschaftlicher Unterstützung konnte der finanzielle Niedergang vermieden werden. Die Zeitung öffnete sich gegenüber anderen Linksparteien, Umweltschutzorganisationen und Alternativgruppen, ausserdem baute sie einen engagierten Lokalteil auf. Nach einem Aufschwung sanken die Auflagezahlen wieder, und mit dem plötzlichen Tod von Toya Maissen im August 1991 verlor die Zeitung ihre wichtigste Stimme. Die grossen Defizite liessen sich nicht mehr ausgleichen, weshalb am 29. August 1992, bei einer Auflage von noch 3200 Exemplaren, die letzte Ausgabe der AZ erschien.
Druckereien:
- 1921–1931, Basel: Genossenschafts-Buchdruckerei
- 1931–1932, Olten: Genossenschafts-Buchdruckerei
- ab 1932, Basel: Volksdruckerei